# Arcytophyllum capitatum
Arcytophyllum capitatum är en måreväxtart som först beskrevs av George Bentham, och fick sitt nu gällande namn av Karl Moritz Schumann. Arcytophyllum capitatum ingår i släktet Arcytophyllum och familjen måreväxter. Inga underarter finns listade i Catalogue of Life.